# Summer World University Games 2025/Teilnehmer (Tunesien)
| Gelbes Symbol für Goldmedaillen mit stilisierten Olympischen Ringen | Graues Symbol für Silbermedaillen mit stilisierten Olympischen Ringen | Braundes Symbol für Bronzemedaillen mit stilisierten Olympischen Ringen |
| ------------------------------------------------------------------- | --------------------------------------------------------------------- | ----------------------------------------------------------------------- |
| —                                                                   | 1                                                                     | 2                                                                       |

Tunesien nahm an den Summer World University Games 2025 vom 16. bis zum 27. Juli mit 3 Athleten (1 Mann und 2 Frauen) teil.

## Medaillen

### Medaillenspiegel
| Rang   | Sportart  | Gold | Silber | Bronze | Gesamt |
| ------ | --------- | ---- | ------ | ------ | ------ |
| 1      | Taekwondo | –    | 1      | 2      | 3      |
| Gesamt | Gesamt    | 0    | 1      | 2      | 3      |

### Medaillengewinner
| Name/n           | Sportart  | Wettkampf        |
| ---------------- | --------- | ---------------- |
| Silber           |           |                  |
| Chaima Toumi     | Taekwondo | Klasse bis 57 kg |
| Bronze           |           |                  |
| Ouhoud Ben Aoun  | Taekwondo | Klasse bis 53 kg |
| Mohamed Jendoubi | Taekwondo | Klasse bis 63 kg |

## Teilnehmer nach Sportarten

### Taekwondo
| Männer - Mohamed Jendoubi - Ouhoud Ben Aoun | Frauen - Chaima Toumi |